# 津田海岸町
津田海岸町（つだかいがんちょう）は、徳島県徳島市の町名。郵便番号は〒770-8001。人口及び世帯数はなし。

## 地理
徳島市の東部に位置し、津田地区に属する。北は新町川河口、南は勝浦川河口、東は紀伊水道に面する。北部は津田木材団地が形成されている。北東部にはかつてオーシャン東九フェリー乗り場が置かれていたが、対岸の沖洲地区に移転している。

### 河川
- 新町川
- 勝浦川

## 歴史
元は津田町の一部で、1964年（昭和39年）より現在の町名となった。

## 交通

### 路線バス
徳島市営バス
JR徳島駅前発津田行きの路線が運行されている。

### 道路
- 徳島南部自動車道徳島津田インターチェンジ
- 徳島県道129号徳島津田インター線

## 施設
- 津田公園
- 徳島市勤労者体育館
- 徳島県環境技術センター
- 徳島県木材センター